# Foglia (fleuve)
Pour les articles homonymes, voir Foglia.
Le Foglia est un fleuve des Marches qui prend sa source au Sasso Aguzzo à une altitude de 980 mètres dans la Province d'Arezzo en Toscane et se jette dans la mer Adriatique à Pesaro.

## Géographie
Le fleuve Foglia naît en Toscane dans la province d'Arezzo au Sasso Aguzzo situé entre la commune de Sestino et Badia Tedalda dans le cœur du Montefeltro rejoint rapidement la région des Marches traverse la Valle del Foglia et termine finalement son cours à Pesaro où il se jette dans la mer Adriatique.
Les principales villes traversées par son cours sont Sestino, Belforte all'Isauro, Piandimeleto, Lunano, Sassocorvaro, Auditore, Montecalvo in Foglia, Montelabbate et Pesaro.

## Histoire
Dans l'Antiquité le fleuve Foglia délimitait la frontière septentrionale du territoire occupé par le peuple italique des Picéniens.
Son nom latin était Pisaurus parce qu'il traversait la cité romaine de Pisaurum (Pesaro), ville dans laquelle le fleuve termine son cours.
La Rocca di Sassocorvaro est une forteresse bâtie à la Renaissance sur une colline surplombant le fleuve Foglia pour protéger la région.